# Molwyn Joseph
Molwyn Morgorson Joseph (* im 20. Jahrhundert in Jennings) ist ein aus Antigua und Barbuda stammender Politiker der Antigua Labour Party. Er gehört mit Unterbrechungen seit 1984 dem Repräsentantenhaus an.

## Familie und Ausbildung
Seine schulische Ausbildung erhielt Joseph zunächst an der Cedar Hall Moravian Church School in seinem Heimatort. Später wechselte er an die Seventh Day Adventist and Otto’s Comprehensive Schools um sie schließlich an der Princess Margaret School abzuschließen. Hieran schloss sich ab 1969 ein Studium in den Vereinigten Staaten an, das Joseph 1974 abschloss. Er ist verheiratet und Vater zweier Kinder.

## Beruflicher Werdegang und politische Karriere
Nach dem Abschluss seines Studiums arbeitete Joseph in der Ölbranche. Seine politische Karriere begann er bei den Unterhauswahlen 1984. Als Kandidat der Antigua Labour Party konnte er den Wahlkampf im Wahlkreis St. Mary’s North mit einer deutlichen Mehrheit für sich entscheiden. Nach diesem Erfolg wurde er von Premierminister Vere Cornwall Bird zum Minister ohne Geschäftsbereich ernannt. Im Jahr 1991 übernahm er den Posten des Ministers für Finanzen und Handelssachen. Als solcher war er mitverantwortlich für die Umschuldung der Staatsschulden von Antigua und Barbuda. In den Jahren 1991 bis 1993 gelang es Joseph durch Sparmaßnahmen die Staatsverschuldung zu reduzieren und die Einführung einer Einkommensteuer zu verhindern. 1996 geriet Joseph unter Druck, da er einem Bekannten geholfen hatte, unter Umgehung der Zollvorschriften ein Auto nach Antigua und Barbuda einzuführen. Dies führte am 22. September 1996 zu seinem Rücktritt als Finanzminister. Seinen Sitz im Parlament behielt er jedoch. Ende 1997 wurde er als Minister für Umwelt und Planungsangelegenheiten bereits wieder in das Kabinett berufen. Nachdem er bei den Unterhauswahlen 1999 seinen Sitz erneut verteidigt hatte, übernahm er das Ressort Gesundheit und Soziales. Wenig später wechselte er in das Ministerium für Tourismus und Umwelt. Während seiner Zeit als Tourismusminister vervielfachte sich die Anzahl der angebotenen Hotelzimmer. Auch nahmen mit Air Jamaica und Air Luxor im Jahr 2002 zwei Fluggesellschaften Flüge nach Antigua und Barbuda wieder auf, nachdem ihnen Joseph finanzielle Unterstützung zugesagt hatte. Im folgenden Jahr spielte Joseph bei der Absetzung von Premierminister Bird eine entscheidende Rolle. Nachdem zuvor schon mehrere Regierungsmitglieder von ihren Posten zurückgetreten waren, führte die Drohung Josephs, seinen Posten ebenfalls zur Verfügung zu stellen, zum Rücktritt des Premierministers. Kurze Zeit später übernahm Joseph neben dem Tourismusresort auch dasjenige für Investitionsförderung und wirtschaftliche Entwicklung. Ende 2003 geriet Joseph erneut in die Kritik, da er von Allen Stanford Geld erhalten hatte. Dies hatte für ihn letztlich aber keine Konsequenzen. Bei den Unterhauswahlen 2004 verlor er seinen Sitz an den Kandidaten der United Progressive Party. Die deutliche Niederlage seiner Partei bei dieser Wahl resultierte in einer Führungskrise. In Folge dieser konnte sich Joseph bei den Wahlen zum Parteivorsitz im Jahr 2005 gegen Vere Bird, Jr. durchsetzen. Bei den Unterhauswahlen 2009 gelang es ihm, seinen Sitz im Parlament mit einer Mehrheit von nur 21 zurückzuerobern. Am 1. Mai 2009 nahm Joseph an einem Protestmarsch gegen die Regierung teil, wurde festgenommen und zu einer Geldstrafe verurteilt. Bei den Unterhauswahlen 2014 gelang Joseph erneut der Einzug ins Parlament. Seit dem 18. Juni 2014 verantwortet er das Ressort für Gesundheit und Umwelt.